# Nino Paraíba
Severino do Ramo Clementino da Silva, meglio noto come Nino Paraíba (Rio Tinto, 10 gennaio 1986), è un calciatore brasiliano, difensore del Cuiabá.

## Caratteristiche tecniche
È un terzino destro.

## Carriera
Dal 2009 al 2015 ha giocato nel Vitória, con cui ha collezionato 108 presenze fra prima e seconda divisione.